# Top International Managers in Engineering
 (novembre 2022).
L'association T.I.M.E. ("Top International Managers in Engineering" initialement, "Top Industrial Managers for Europe") regroupe une cinquantaine d'universités dispensant une formation d'ingénieur. Les étudiants participant à ce programme de mobilité se voient offrir l'occasion de suivre une formation à l'étranger pendant deux ans, et d'obtenir en fin de cursus le diplôme de leur université d'accueil en plus de celui de leur université d'origine (Double diplôme).
Ce réseau a été créé notamment à l'initiative de l'École Centrale Paris dans les années 1980.
Le réseau est principalement européen mais s'étend maintenant à d'autres continents.

## Liste des membres en Europe

### Allemagne
- Université technique de Rhénanie-Westphalie à Aix-la-Chapelle (DE-RWTH)
- Université technique de Berlin (DE-TUB)
- Université technique de Darmstadt (DE-TUDa)
- Université technique de Dresde (DE-TUDr)
- Université technique de Munich (DE-TUM)
- Université Gottfried Wilhelm Leibniz de Hanovre (DE-LUH)

### Autriche
- Technische Universität Wien (AT-TUW)

### Belgique
- Faculté polytechnique de Mons (BE-FPMs)
- Université catholique de Louvain (Louvain-la-Neuve) (BE-UCL)
- Université de Liège (BE-ULG)
- Université libre de Bruxelles (BE-ULB)
- Vrije Universiteit Brussel (BE-VUB)

### Danemark
- Université technique du Danemark (DK-DTU)

### Espagne
- Université polytechnique de Madrid (ES-UPM) ETSII
- Université polytechnique de Valence (ES-UPV)
- Université pontificale de Comillas (ES-UPCo) ICAI
- Université polytechnique de Catalogne (ES-UPC) ETSEIB
- Université de Séville (ES-USE)

### France
- CentraleSupélec (FR-CS)
- École centrale de Lille (FR-ECLi)
- École centrale de Lyon (FR-ECLy)
- École centrale de Marseille (FR-ECM)
- École centrale de Nantes (FR-ECN)
- École des Ponts ParisTech (FR-ENPC)
- ENSTA ParisTech (FR-ENSTA ParisTech)
- École Nationale Supérieure des Mines de Saint-Etienne (FR-EMST)
- Institut supérieur de l'aéronautique et de l'espace (FR-ISAE)

### Grèce
- Université Aristote de Thessalonique (Αριστοτέλειο Πανεπιστήμιο Θεσσαλονίκης GR-AUTH)
- Université polytechnique nationale d'Athènes(Εθνικό Μετσόβιο Πολυτεχνείο GR-NTUA)

### Hongrie
- Université polytechnique et économique de Budapest (Budapesti Műszaki és Gazdaságtudományi Egyetem HU-BUTE)

### Italie
- École polytechnique de Milan (IT-PoliMi)
- École polytechnique de Turin (IT-PoliTo)
- Université de Padoue (IT-UniPd)
- Université de Trente (IT-UniTn)

### Norvège
- Université norvégienne de sciences et de technologie(NO-NTNU)

### Pologne
- AGH University of Science and Technology (PL-AGH)
- École polytechnique de Wrocław (Politechnika Wrocławska PL-WUT)

### Portugal
- Université de Lisbonne (PT-UL)

### République tchèque
- Université technique de Prague (CZ-CVUT)

### Russie
- Université technique d'État de Moscou-Bauman (МГТУ RU-BMSTU)
- MIREA-Moskovskiy Institut Radiotekhniki, Elektroniki i Avtomatiki (RU-MIREA)
- Université polytechnique de Tomsk (ТПУ RU-TPU)

### Suède
- Institut royal de technologie (SE-KTH)
- École polytechnique de l'université de Lund (SE-LTH)

### Suisse
- École polytechnique fédérale de Lausanne (CH-EPFL)

### Turquie
- Université technique d'Istanbul (TR-ITU)

## Liste des membres hors Europe

### Australie
- Université du Queensland

### Brésil
- Université de São Paulo (BR-USP) - Escola Politécnica da Universidade de São Paulo
- Université de Campinas (BR-UNICAMP) - Universidade Estadual de Campinas

### Chine
- Université Jiaotong de Xi’an (西安交通大学 CN-XJTU)
- Université d'aéronautique et d'astronautique de Pékin (北京航空航天大学 CN-BUAA)

### Japon
- Université Doshisha (同志社大学 JP-DOSHISHA)
- Université Keiō (慶應義塾大学 JP-KEIO)
- Université du Tōhoku (東北大学 JP-TOHOKU)